# Quentin Benaets
Quentin Benaerts (26 augustus 2003) is een Belgisch voetballer die onder contract ligt bij Sporting Charleroi.

## Clubcarrière
Benaerts ruilde in 2019 de jeugdopleiding van ES Wanze/Bas-Oha voor die van Sporting Charleroi. Daarvoor speelde hij ook bij Standard Luik en Stade Waremmien. In het seizoen 2022/23 stroomde hij met de beloften van Charleroi in in Eerste nationale.
In juli 2024 werd Benaerts door trainer Rik De Mil geselecteerd voor de zomerstage van de A-kern in Nederland. Op 11 januari 2025 maakte hij zijn officiële debuut voor het eerste elftal van de club: in de competitiewedstrijd tegen Union Sint-Gillis (1-2-nederlaag) liet De Mil hem in de 80e minuut invallen voor Jeremy Petris.

## Clubstatistieken
| Seizoen         | Club               | Land            | Competitie            | Competitie | Competitie | Beker | Beker | Supercup | Supercup | Europees | Europees | Totaal | Totaal |
| Seizoen         | Club               | Land            | Competitie            | Wed.       | Dlp.       | Wed.  | Dlp.  | Wed.     | Dlp.     | Wed.     | Dlp.     | Wed.   | Dlp.   |
| --------------- | ------------------ | --------------- | --------------------- | ---------- | ---------- | ----- | ----- | -------- | -------- | -------- | -------- | ------ | ------ |
| 2022/23         | Zébra Élites       | Vlag van België | Eerste nationale      | 33         | 3          | —     | —     | —        | —        | —        | —        | 33     | 3      |
| 2023/24         | Zébra Élites       | Vlag van België | Eerste nationale      | 32         | 1          | —     | —     | —        | —        | —        | —        | 32     | 1      |
| 2024/25         | Zébra Élites       | Vlag van België | Eerste nationale ACFF | 14         | 3          | —     | —     | —        | —        | —        | —        | 14     | 3      |
| 2024/25         | Sporting Charleroi | Vlag van België | Eerste klasse A       | 2          | 0          | 0     | 0     | —        | —        | —        | —        | 2      | 0      |
| Carrière totaal | Carrière totaal    | Carrière totaal | Carrière totaal       | 81         | 7          | 0     | 0     | 0        | 0        | 0        | 0        | 81     | 7      |

Bijgewerkt op 19 januari 2025.
1 Patron ·
2 Bager ·
3 Knezevic ·
4 Van Cleemput ·
5 Camara ·
6 Zorgane ·
7 Mbenza ·
8 Guiagon ·
9 Dabbagh ·
10 Badji ·
12 Closset ·
13 Benbouali ·
15 Dragsnes ·
16 Koffi ·
17 Bernier ·
18 Heymans ·
19 Štulić ·
21 Andreou ·
22 Trebel ·
25 Marcq ·
26 Ilaimaharitra  ·
27 Monticelli ·
29 Rogelj ·
32 Boukamir ·
37 Dari ·
42 Lutte ·
44 Morioka ·
55 Delavallée ·
66 Ozornwafor ·
80 Sylla ·
98 Petris ·
Coach: De Mil